# Herren von Falkenstein (Schramberg)

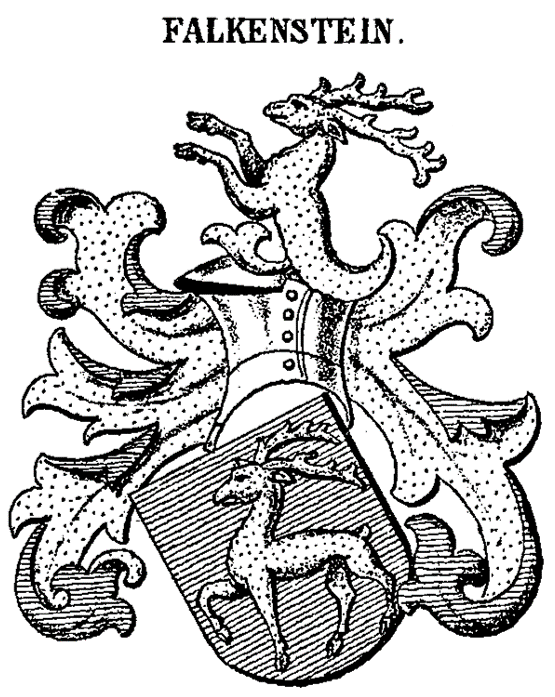
Wappen derer von Falkenstein in Siebmachers Wappenbuch

Die Herren von Falkenstein waren ein ursprünglich auf der Baar beheimatetes Adelsgeschlecht, das sich seit dem 12. Jahrhundert im Mittelschwarzwald an der oberen Schiltach und im Bernecktal ein Herrschaftsgebiet um die Burgen Falkenstein, Berneck, und Ramstein aneignete.

## Herren von Kappel-Falkenstein

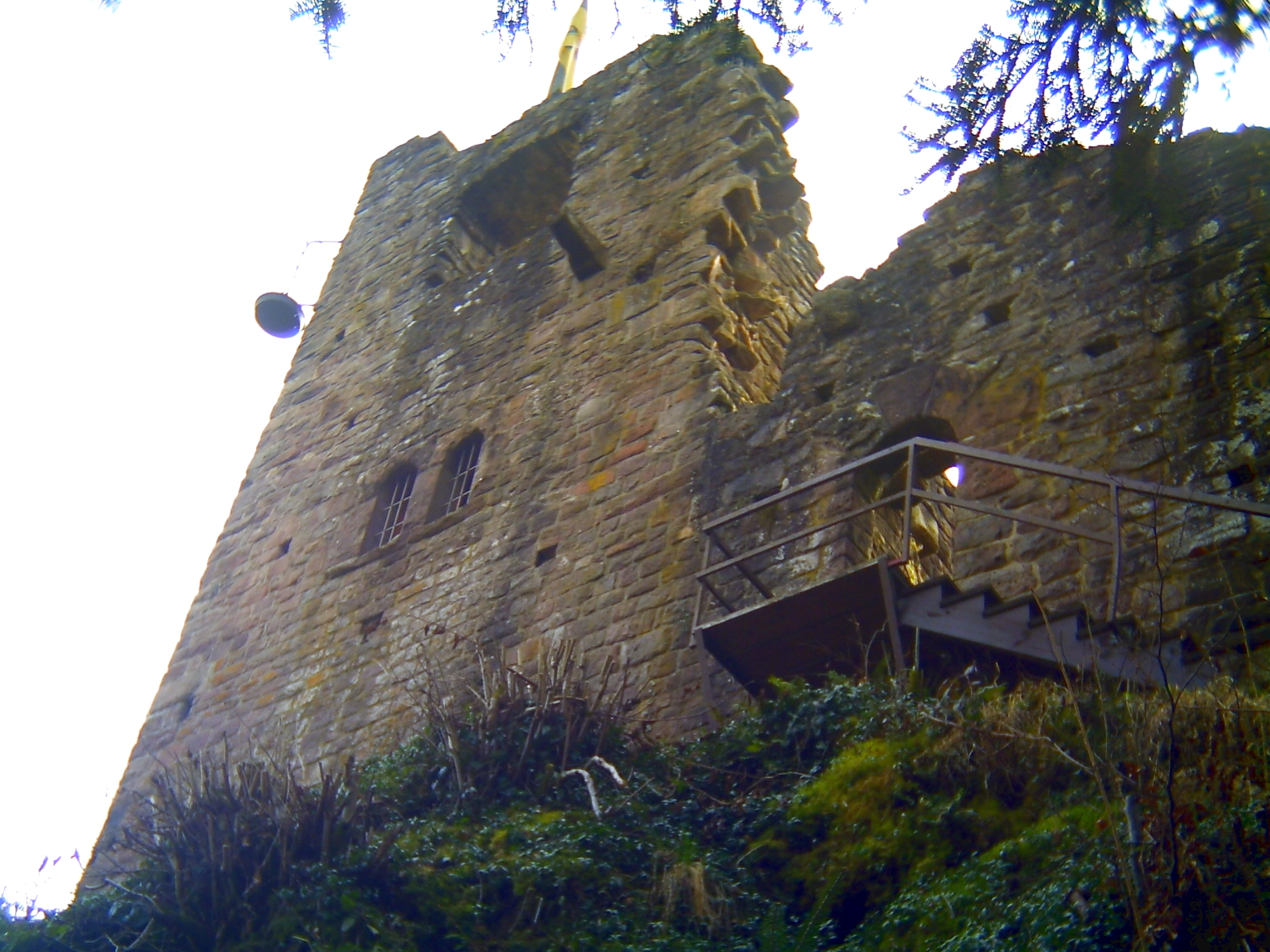
Ruine der Burg Falkenstein

Den „Zug in den Schwarzwald“ unternahmen im Verlauf der 2. Hälfte des 12. Jahrhunderts die Herren von Kappel (bei Villingen), die für ihre Schwarzwälder Herrschaft die schon im beginnenden 11. Jahrhundert erwähnte Burg Falkenstein zu ihrem politischen Mittelpunkt machten. Die Herren von Kappel treten – u. a. in der Überlieferung des St. Georgener Klosters – vom Ende des 11. bis zur Mitte des 13. Jahrhunderts als solche in Erscheinung. Zu nennen sind Richard (I.) von Kappel (1086) und dessen vier Söhne Richard (II.; 1086, 1148), Manegold, Markward (1090) und Eigelwart (I.) (1090, 1148), weiter Richard (III.) von Kappel (1167, ca. 1180) und schließlich Eigelwart (II.) († vor 1257), der sich nach der Burg Falkenstein nannte.
Die Herrschaft der Falkensteiner im Schwarzwald gründete – und dies war wohl auch ausschlaggebend für den Wegzug aus Kappel – auf einer weniger ausgeprägten politischen Konkurrenzsituation zu anderen Adelsfamilien, wie dies etwa auf der Baar der Fall war. Die Falkensteiner nutzten die entstandenen Freiräume, die sich ihnen im Schwarzwald boten. Fußend auf Rodung und Landesausbau, basierend auf den Wildbann als Forstregal (Holzschlag, Waldweide, Jagd), führte die Erschließungstätigkeit im Wald zur Ausbildung der Herrschaft Falkenstein, die auch die Herrschaft über die Kirchen in Falkenstein und Lauterbach umfasste. Um die Mitte des 13. Jahrhunderts war das damals wohl bedeutendste Mitglied der Falkensteiner Adelsfamilie der Abt des Klosters St. Gallen, Berchtold von Falkenstein (1244–1272), der Bruder Heinrichs. Heinrich von Falkenstein hatte zwei Söhne Berthold (I.) (1264, 1301) und Konrad (1264), die ihm in der Herrschaft nachfolgten. Unter den Söhnen Bertholds (I.), Konrad (III.) (1301, 1311) und Erkinger Eigelwart (1305, 1354), und den Enkeln, Konrad von Falkenstein zu Ramstein (1323, 1365) und Konrad (IV.) von Falkenstein zu Falkenstein, kam es zur Teilung der Falkensteiner Herrschaft in die zwei Linien Ramstein und Falkenstein, nachdem die mit den Falkensteinern verwandten Herren von Ramstein beerbt wurden (1275/1288).

## Herren von Falkenstein-Ramstein
Konrad von Falkenstein zu Ramstein (1323/65), verheiratet mit der Urslinger Herzogstochter Adelheid, steht am Anfang der Ramsteiner Linie der Herren von Falkenstein. Deren Herrschaft geriet im Zuge der „spätmittelalterlichen Adelskrise“ in der 2. Hälfte des 14. Jahrhunderts in wirtschaftliche und politische Schwierigkeiten. Die Ramsteiner verkauften etwa 1348 ihre Leibeigenen „vor dem (Schwarz-) Wald“ an Rottweiler Patrizier und versuchten durch Fehden verlorenes Terrain wiederzugewinnen. Wenig erfolgreich waren indes die Raubzüge gegen die Städte Straßburg (1369) und Bräunlingen (1411/14) oder die Fehde gegen die Fürstenberger am Beginn des 15. Jahrhunderts; Erhard (II.) (1403, 1463) und Hans (1433, 1451) verdingten sich als Söldner u. a. in württembergischen Diensten. 1449 schließlich verpfändeten die Brüder Hans und Konrad (II.) (1433, 1481) die zwischenzeitlich zerstörte Burg Ramstein zusammen mit anderen Rechten an Elisabeth, die Frau des Hans von Rechberg († 1464), was das Ende der Ramsteiner Herrschaft bedeutete.

## Herren von Falkenstein-Falkenstein
Die Linie der Herren von Falkenstein zu Falkenstein war durch Erkinger Eigelwart (1305, 1354) begründet worden. Er war u. a. kaiserlicher Hofrichter am Rottweiler Hofgericht. Eigelwarts Sohn Konrad (IV.) (1341, 1371) und der Edelknecht Eigelwart von Falkenstein (1346, 1380), der illegitime Begründer einer niederadligen Nebenlinie der Falkensteiner, betrieben eine durchaus erfolgreiche Erwerbspolitik, wie der Kauf des Waldmössinger Kirchensatzes (1342), die Erwerbung von Teilen der Schiltecker Herrschaft (1347) oder die Lehensnahme Schwenningens (1349) zeigen. Wie bei der Linie derer von Ramstein geriet auch der Falkensteiner Zweig der Edelherren in eine wirtschaftliche Krise. Symptomatisch dafür waren Verkäufe und Verpfändungen von Grundbesitz und Herrschaftsrechten, wobei der wirtschaftliche auch den politischen Niedergang der Falkensteiner zu Falkenstein verursachte. 1393 wurde das Dorf Kappel, der Ursprungsort der Falkensteiner, verkauft. Fehden und Auseinandersetzungen innerhalb der Familie gingen in den ersten Jahrzehnten des 15. Jahrhunderts einher mit einer weitgehenden Auflösung der Falkensteiner Herrschaft. So verhängte 1434 Kaiser Sigismund (1411–1437) über Bertholds Sohn Eigelwart (V.) (1422, 1439) die Acht wegen eines Konflikts mit der Markgräfin Anna von Baden; Eigelwart befehdete 1436 zudem Diepold I. von Geroldseck († 1466) und geriet anschließend in die Aberacht. Es gab weitere Verpfändungen, während die Schulden der Ramsteiner, die diese in Höhe von 422 Pfund Heller bei den Falkensteinern 1368 gemacht hatten, nicht eingetrieben werden konnten. Die Forderungen an die Ramsteiner wurden dann für 950 Gulden 1443 an den Grafen Ludwig I. von Württemberg (1419–1450) verkauft. Auch mischten sich die Württemberger im November 1443 ein, als innerfamiliäre Streitigkeiten zur Festsetzung Konrads (V.) (1421, 1447) durch seinen Neffen Jakob (1429, 1491) und Hans von Ramstein (1433, 1451) führten. Mit dem Vertrag von 1444 verkaufte Konrad seinen Anteil an der Herrschaft, 1449 folgten ihm darin seine Neffen. Württemberg hatte damit das Herrschaftsgebiet der Herren von Falkenstein zu Falkenstein erworben.
1458 zog Jakob nach Villingen und war 1487 Mitglied der Rittergesellschaft Sankt Jörgenschild. Sein Sohn Johann Erhard lebte ab ungefähr 1545 in Freiburg im Breisgau, wo auch seinen Nachkommen Statthalter und Offiziere in habsburgisch-österreichischen Diensten, sowie kaiserliche Räte wurden. 1621 erwarben sie Oberrimsingen und Hausen an der Möhlin, die heute Stadtteile von Breisach am Rhein bzw. Bad Krozingen sind. Zu ihrem Besitz kam um 1800 die Herrschaft Neuershausen hinzu. Die breisgauische Linie der Falkensteiner starb 1872 oder 73 aus, die österreichische 1901.

## Herrschaftsräume
Die Herrschaftsräume der Ramsteiner und Falkensteiner gingen dabei über das Tal der oberen Schiltach hinaus, die Herrschaft der Ramsteiner bzw. in deren Folge die der Falkenstein-Ramsteiner wird ein Gebiet zwischen Lauterbach und Mariazell – mit Aichhalden, Lauterbach, Mariazell, Schramberg, Sulgen und Tennenbronn – umfasst haben, die Falkenstein-Falkensteiner herrschten nördlich davon, aber auch auf der Baar bis Kappel oder Schwenningen. Letztendlich setzten sich in der Nachfolge der Falkensteiner seit der Mitte des 15. Jahrhunderts die Herren von Rechberg mit ihrer Herrschaft Schramberg durch.

## Urkunden (Auswahl)
- Anastasia von Wolfurt heiratete Erhard von Falkenstein, damit kam die Herrschaft über Bonndorf im Schwarzwald als Heiratsgut an dieses Geschlecht.
- Ritter Heinrich von Blumegg verkaufte 1366 Burg Tannegg mit Leuten und Zugehör an Egolf von Wolfurt. Noch besaßen die Wolfurter nicht alle Rechte an Tannegg, so überschrieb Diethelm von Tannegg dem Wolf von Wolfurt eine Schuldversicherung über 300 Gulden aus. Die Herren von Wolfurt verkauften Burg Tannegg später an Hans von Rechberg.

## Herren von Kappel-Falkenstein
- Richard I. von Kappel (Edelherr) (1086, 1090)
- Richard II. (1086, 1148)
- Manegold (1090)
- Markward (1090)
- Eigelwart I. (1090, 1148)
- Johannes von Falkenstein (Abt von St. Georgen,?) (1138–1145)
- Richard III. (1167, ca. 1180)
- Eigelwart II. von Kappel-Falkenstein (ca. 1180, v. 1257)
- Berchtold (Abt von St. Gallen) (1244–1272)
- Konrad I. (v. 1272)
- Eigelwart III. (v. 1272)
- Albert (v. 1272)
- Heinrich (1257, v. 1272)
- Berthold I. (1264, 1301)
- Konrad II. (ca. 1275)
- Konrad III. (1301, 1311)
- Erkinger Eigelwart (kaiserlicher Hofrichter in Rottweil, 1331–1337) (1305, 1354)
- Berthold (Chorherr in St. Gallen) (1328/29)

## Herren von Falkenstein-Ramstein
- Konrad I. von Falkenstein zu Ramstein (Edelherr) (1323, 1365)
- Eglolf I. (1368, 1417)
- Erhard I. (1368, 1428)
- Eglolf II. (1394, 1439)
- Erhard II. (1403, 1463)
- Reinold (1403, 1438)
- Konrad II. (1433, 1481)
- Hans (1433, 1451)

## Herren von Falkenstein-Falkenstein
- Berthold II. (1337, 1355)
- Konrad IV. von Falkenstein zu Falkenstein (1341, 1371)
- Erkinger (1341, 1349)
- Eigelwart IV. (1349, 1394)
- Richard IV. (1349, 1365)
- Johann/Hamann (1359, 1382)
- Heinrich (Chorherr in St. Georgen) (1401)
- Berthold III. (1387, 1437)
- Hans (1408, 1412)
- Konrad V. (1421, 1447)
- Eigelwart V. (1422, 1439)
- Richard (Klosterherr in Einsiedeln) (1460)
- Jakob (1429, 1491)
- Wilhelm (1439, 1449)
- Hans (1439, 1449)
- Sigmund (1439)
- Georg (1493, 1515)
- Herren von Falkenstein-Villingen
- Herren von Falkenstein-Rimsingen

## Wappen
Das Wappen der Stammlinie zeigt einen Schild mit einem stehenden Hirsch und einem Eichelhäher (= Eigelwart oder Markwart), wovon der Name des jeweils Erstgeborenen sich herleitete.